# 하이그라운드
하이그라운드(영어: HIGROUND)는 2014년 <씨스토리>사명으로 드라마와 영화제작 사업을 시작하였으며, 이후 2018년 <하이그라운드>로 회사 브랜드 변경하였다. 본사는 서울특별시 마포구 동교로17길 42에 있다.
하이그라운드는 창립 이래 매년 다수의 작품을 꾸준히 선보이며 라인업을 지속 확장하고 있다. <최고의 결혼>(2014)을 시작으로, <불야성>(2016), <대군 - 사랑을 그리다>(2018), <바벨>, <조선생존기>, <레버리지: 사기조작단>(2019), <바람과 구름과 비>, <복수해라>, <간택 - 여인들의 전쟁>(2020), <마우스 (드라마)>, <엉클 (드라마)>(2021), <마녀는 살아있다>(2022), <법대로 사랑하라>(2022), <빨간풍선>(2022) 등 해마다 다양한 장르 및 탄탄한 서사를 갖춘 드라마 제작에 참여하였으며, 2021년 공동제작 드라마 <결혼작사 이혼작곡 2>은16.6%의 높은 시청률 기록하며, 국내 주요 제작사로 자리매김하였다.

## 제작
이 문서에 등재된 드라마에는 자체기획, 공동제작 구분없이 제작에 참여한 모든 작품들은 나열하였다.
2022년 기준, TV조선 <빨간풍선>, 이재훈 감독, 유영아 작가와 조승우의 합작품 JTBC <신성한, 이혼>, 동명 웹소설 원작이자 김민규 출연 tvN <성스러운 아이돌>포함 약 15편 이상 작품이 제작 진행중이다.
드라마뿐 아니라 하이그라운드의 첫 공동제작 / 투자 작품으로, 피아노 천재 역할, 도경수 주연의 영화 <말할 수 없는 비밀>은 개봉을 앞두고 있으며, 김희애, 설경구, 장동건 주연 및 허진호 감독의 <더 디너>는 2023년 개봉으로 확정되었다. 제작사 하이그라운드는 다양한 크리에이터와의 얼라이언스를 통해 드라마 외 영화 및 숏폼, 웹툰 등 디지털 콘텐츠 라인업 구축을 위한 다각화된 행보를 선보이고 있다.

## 드라마 제작사

### TV조선
- 최고의 결혼
- 대군 - 사랑을 그리다
- 바벨 원츠메이커 픽쳐스
- 바람과 구름과 비 빅토리콘텐츠
- 조선생존기 화이브라더스코리아, 롯데컬처웍스
- 레버리지: 사기조작단 프로덕션 H
- 간택 - 여인들의 전쟁 코탑미디어
- 《엉클 드라마》몬스터유니온
- 결혼작사 이혼작곡
- 결혼작사 이혼작곡 2
- 결혼작사 이혼작곡 3 지담미디어, 초록뱀미디어)
- 마녀는 살아있다 대단한 이야기 제이에스픽쳐스
- 빨간풍선 초록뱀미디어
- 복수해라 블러썸스토리, 아크미디어

### KBS2
- 법대로 사랑하라 지담미디어
- 수상한 그녀 공동제작

### 타사
- 네이버《로스:타임:라이프》

- MBC 《불야성》

- NETFLIX 마이 런웨이|마이 런웨이

- tvN  《마우스》 스튜디오 인빅투스

- 《성스러운 아이돌》 피타팻스튜디오

- JTBC 《신성한, 이혼》 SLL, 글뫼

### 영화
- 무정
- 말할 수 없는 비밀

### 디지털
- 무정